# Kanton Nevers-Nord
Kanton Nevers-Nord (francouzsky Canton de Nevers-Nord) je francouzský kanton v departementu Nièvre v regionu Burgundsko. Tvoří ho dvě obce.

## Obce kantonu
- Coulanges-lès-Nevers
- Nevers (severní část)